# Hans von Luck
Hans-Ulrich von Luck und Witten (15 juillet 1911–1997), raccourci en Hans von Luck, est un colonel des forces blindées de l'Allemagne (Oberst der Panzerwaffe) au cours de la Seconde Guerre mondiale. Il sert au sein de la 7e Panzerdivision et de la 21e Panzerdivision, notamment en Pologne, en France, en Afrique du Nord, en Italie et en Russie. Il est proche du Generalfeldmarschall Erwin Rommel.
Au cours de la bataille de Normandie, du 18 juillet au 20 juillet 1944, il combattit l'Opération Goodwood, par laquelle les alliés tentaient de dégager Caen par une attaque massive de blindés à l'est de la ville. Il est l'auteur du livre Panzer Commander.

## Après la guerre
Après plusieurs années d'internement dans un goulag en Géorgie, Luck a été rapatrié. Il s'est beaucoup impliqué dans les associations d'anciens combattants, et aussi des étudiants militaires. Il a aussi sympathisé avec des anciens soldats alliés, notamment le britannique John Howard. Il a également lié une amitié avec l'historien américain Stephen Ambrose, qui le pousse à écrire ses mémoires, intitulés Panzer commandant.
Après la guerre, Luck et Howard auraient été boire un café ensemble à Bénouville au café Gondrée. Étant donné que les propriétaires étaient sévèrement anti-allemand, Howard affirma à ces derniers que Luck était Suédois.